# Kleroterion

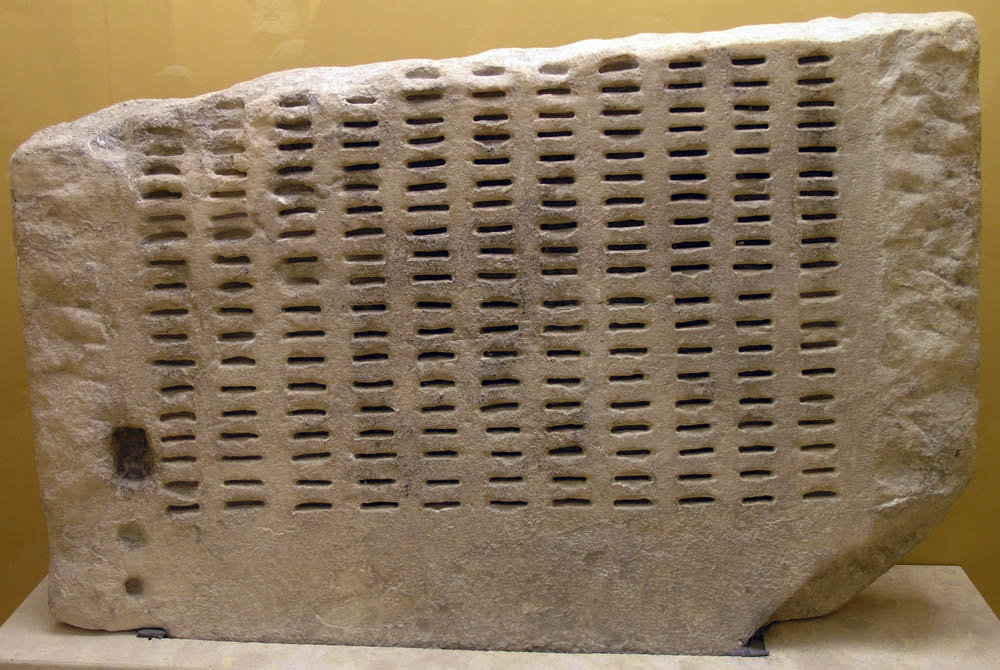
Um kleroterion no Museu da Antiga Ágora (Atenas)

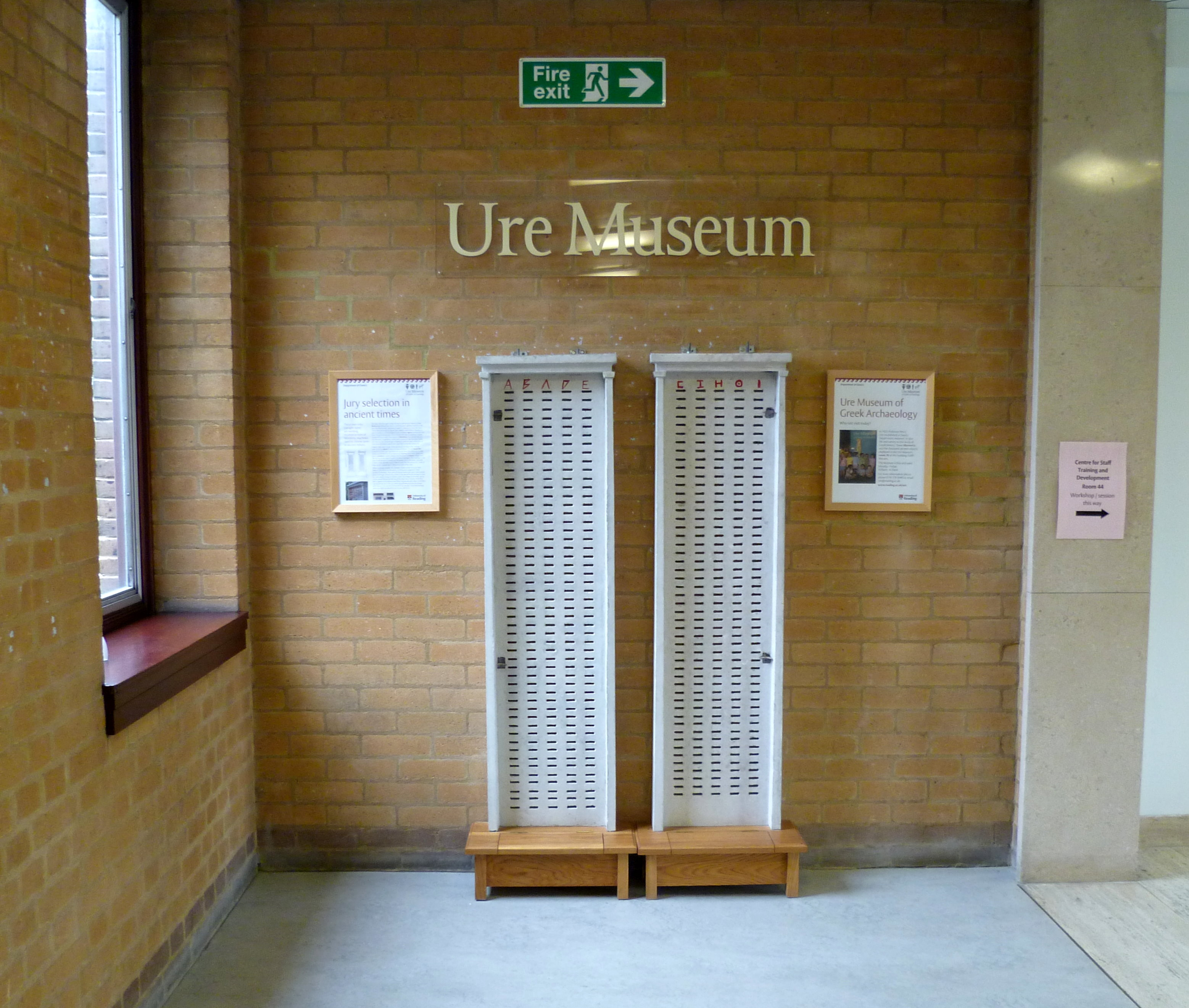
Uma grande kleroterion no Museu Ure de Arqueologia Grega em Reading

O kleroterion (em grego clássico: κληρωτήριον) foi um dispositivo de aleatorização usado pela pólis ateniense durante o período da democracia para selecionar cidadãos para a bulé, para a maioria dos escritórios estaduais, para os nomothetai e para os júris.
O kleroterion era uma placa de pedra entalhada com fileiras de fendas e com um tubo anexado. Plaquetas identificativas (pinakia) eram colocadas aleatoriamente nas ranhuras, de modo que cada membro de cada uma das tribos de Atenas tivesse as suas fichas colocadas na mesma coluna. Havia um cano preso à pedra que poderia ser alimentado com dados de cores diferentes (presumidos como preto e branco) e poderia ser liberado individualmente por um mecanismo que não sobreviveu à posteridade (mas especula-se que seja por dois pregos; um usado para bloquear a extremidade aberta e outro para separar o próximo dado que cairia do resto dos dados acima dele). Quando um dado era lançado, uma linha completa de fichas (ou seja, um cidadão de cada uma das tribos de Atenas) era selecionada se o dado fosse de uma cor, ou descartado se fosse a cor alternativa. Este processo continuou até que o número necessário de cidadãos foi selecionado.

## História
Antes de 403 a.C., os tribunais publicavam a programação e o número de dikastes (altos funcionários do dikasterion, que funcionariam como jurados) necessários para o dia. Os cidadãos que queriam ser dikastes fizeram fila na entrada do tribunal no início do dia do tribunal. Originalmente, os cargos seriam atribuídos aos primeiros a chegar. A partir de 403 a.C., a distribuição ateniense passou por uma série de reformas e, de 370 a.C. em diante, eles empregaram o kleroterion.

## Procedimento
Em sua Constituição dos Atenienses, Aristóteles dá conta da seleção dos jurados para o dikastra. Cada demo dividiria seus dikastes em dez seções, que fariam uso de duas kleroteria. Os cidadãos candidatos colocariam a sua plaqueta identificativa (pinakion) no baú da seção. Uma vez que cada cidadão que desejava se tornar o juiz daquele dia já havia colocado seu pinakion no baú, o arconte presidente sacudiria o baú e tiraria as plaquetas. O cidadão cujo bilhete havia sido sorteado pela primeira vez tornar-se-ia então o insersor de plaquetas (empektes). O insersor então retiraria as demais plaquetas ao acaso, inserindo-as em suas seções correspondentes. O kleroterion era dividido em cinco colunas, uma coluna por seção da tribo (entre duas máquinas). Cada linha era conhecida como kanomides. Uma vez que o insersor preenchera o kleroterion, o arconte então colocaria uma mistura de dados pretos e brancos (kyboi) na lateral do kleroterion. O número de dados brancos era proporcional ao número de jurados necessários. O arconte permitiria que os dados caíssem por um tubo na lateral do kleroterion e puxá-los-ia um por um. Se o dado era branco, a linha superior era selecionada como jurados. Se o dado era preto, o arconte passava para a próxima linha de cima para baixo e repetia o processo até que todas as posições de jurado estivessem ocupadas naquele dia.

## Estudos
O primeiro exame significativo dos procedimentos de atribuição de Atenas foi James Wycliffe Headlam,  Election by Lot, publicado pela primeira vez em 1891. A Constituição dos Atenienses de Aristóteles, cujo texto foi descoberto pela primeira vez em 1879 e publicado pela primeira vez como Aristóteles em 1890, tornou-se um recurso importante para os estudiosos. Ao longo do texto, Aristóteles faz referências a um sistema de loteria que era usado para nomear funcionários do governo.
Os arqueólogos descobriram a kleroteria na década de 1930 na Ágora ateniense, datando-a do século II a.C. Em Aristotle, the Kleroteria, and the Courts (1939), Sterling Dow deu uma visão geral e uma análise das máquinas descobertas. Ao contrário dos estudiosos anteriores, que traduziram kleroterion como "sala de distribuição", Dow raciocinou que kleroterion não pode ser traduzido como "sala", como Aristóteles escreve: "Existem cinco kanomides em cada uma das kleroteria. Sempre que ele coloca o kyboi, o arconte tira a sorte para a tribo do kleroterion. "  Dow concluiu que a descrição de Aristóteles do século IV do kleroterion se aplicava ao kleroterion do século II.
Em 1937, Dow publicou um catálogo de suas descobertas arqueológicas na ágora ateniense. Ele descreve onze fragmentos de kleroteria:
| Fragmento | Descrição |
| --------- | --- |
| I         | Fragmento mais completo, contém apenas uma coluna de slots. Ranhura intacta e cone invertido para colocar os dados |
| II        | 2 colunas de fendas, 7 intactas em uma coluna e 8 na outra. Saliência significativa acima                          |
| III       | Traços indicam 4 colunas, cone muito maior                                                                         |
| IV        | Pequeno fragmento                                                                                                  |
| V         | Fragmento pequeno, mas significativo porque as ranhuras para as ranhuras eram excepcionalmente longas e angulares. |
| VI        | Vários pequenos fragmentos, presumivelmente partes de uma máquina muito maior                                      |
| VII       | Pequeno fragmento                                                                                                  |
| VIII      | Fragmento pequeno, mas pode-se inferir que fazia parte de um grande kleroterion com quase 300 slots                |
| IX        | Furos desiguais e acabamento ruim                                                                                  |
| X         | Fragmento grande e bem preservado, inferido ser cerca de metade do original                                        |
| XI        | A maior seção da kleroteria, possivelmente com quase 1000 slots                                                    |